# Adolphe XI de Holstein
Adolphe XI ou VIII de Holstein  (né en 1401, mort à Bad Segeberg le 4 décembre 1459) co-comte de Holstein (1427-1433) puis duc de Schleswig (1427-1459) et comte de Holstein-Rendsburg (1433-1459).

## Biographie
Adolphe XI ou VIII de Holstein est le second fils de Gérard VI de Holstein et de son épouse Catherine-Élisabeth de Brunswick-Lunebourg (morte en 1423). En 1427, à la mort de son frère aîné Henri IV de Holstein, il lui succède conjointement avec son cadet Gérard VII de Holstein-Rendsbourg (né en 1404).
Adolphe VII doit poursuivre la lutte de son frère contre le royaume de Danemark qui conteste toujours la possession du Schleswig à sa famille. Pour ce faire il s’allie avec bonheur aux villes hanséatiques elles-mêmes en conflit quasi permanent avec les rois de l’union de Kalmar. À la mort en 1433 de son frère Gérard VII de Holstein-Rendsbourg, Adolphe VIII demeure le seul héritier de la lignée des comtes de Holstein et ducs de Schleswig.
Adolphe VIII met à profit les difficultés d’Éric de Poméranie qui doit fait face à la révolte de ses sujets pour conclure avec lui le 15 juillet 1435 le traité de Wordinbourg par lequel le Schleswig lui est concédé sa vie durant avec la possibilité d’en assurer la jouissance pendant deux ans à ses héritiers avant l’ouverture de nouvelles négociations sur le statut du duché avec la Danemark.
Après la déposition d’Éric de Poméranie son neveu et successeur Christophe III de Danemark mal assuré sur son trône confirme en 1441 le traité de Wordinbourg en investissant cette fois du Schleswig Adolphe VIII et ses éventuels descendants à perpétuité. Après la disparition prématurée de Christophe III de Danemark en 1448, les États du royaume de Danemark offrent le trône à Adolphe VIII de Holstein
Le duc déjà âgé et lui-même sans descendant refuse cet honneur mais propose la candidature de son neveu Christian d’Oldenbourg le fils de sa sœur Hedwige et de Thierry d'Oldenbourg qui est élu roi à Viborg le 28 septembre 1448.
Adolphe VIII meurt à Lübeck le 4 décembre 1459 et il est inhumé à Itzehoe. Christian Ier de Danemark se porte candidat à sa succession et malgré les droits de la lignée de Schauenburg-Pinneberg sur le Holstein, il réussit en mars 1460 à se faire proclamer à titre personnel et non comme roi de Danemark, duc de Schleswig et comte de Holstein.

## Union
Adolphe VIII ne laisse aucune descendance de Dorothée de Mansfeld (morte en 1496) qu’il a épousée en 1435. 